# Phänomena
Pour les articles homonymes, voir Phenomena.

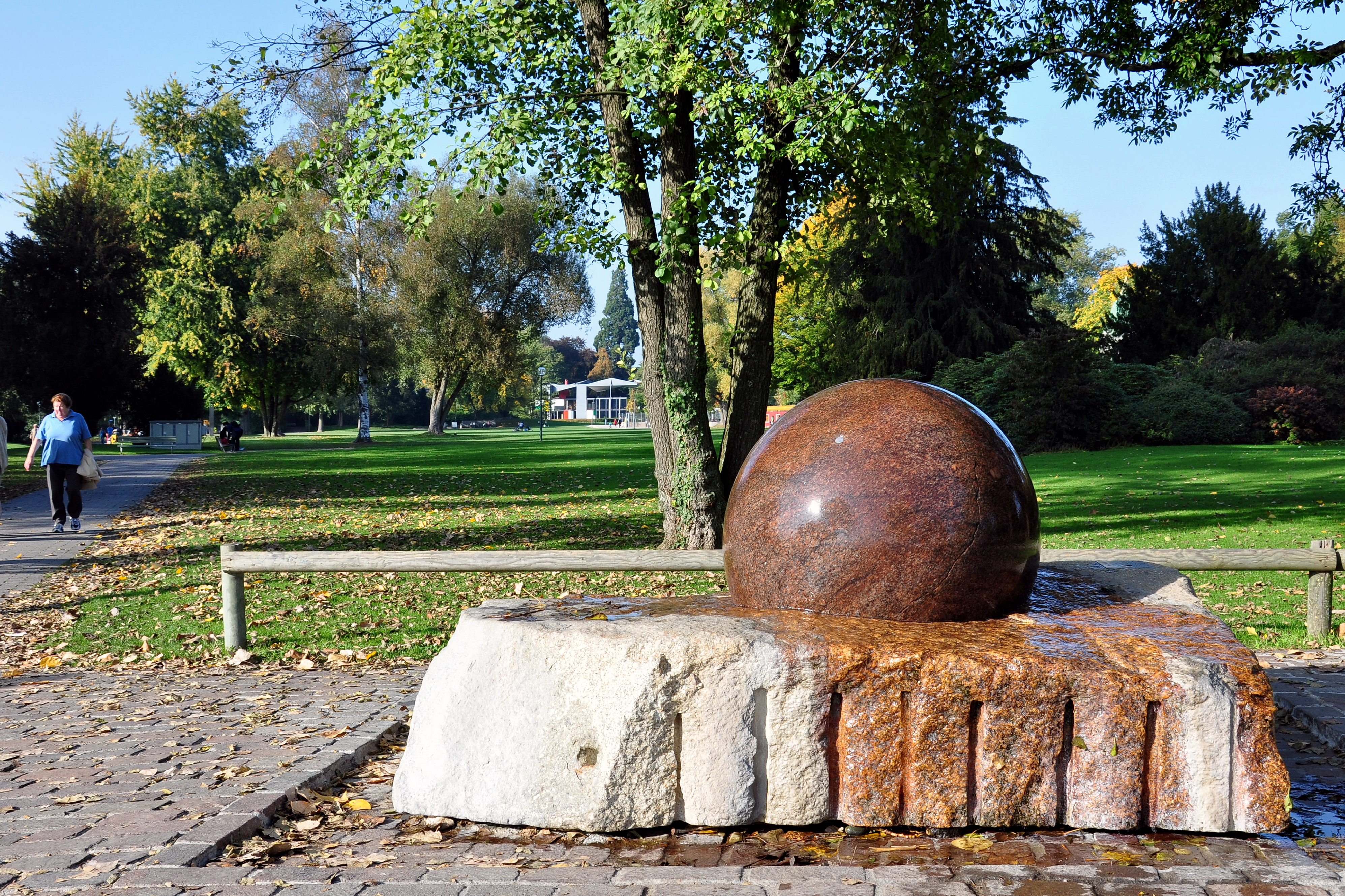
Fontaine-boule près du Zürichhorn, souvenir de l'exposition Phänomena de 1984

L'exposition Phänomena est une exposition de sciences naturelles qui eut lieu pour la première fois du 12 mai au 23 octobre 1984 à Zurich, dans la région du Zürichhorn et qui présentait des phénomènes et expériences environnementaux. Son père spirituel est Hugo Kükelhaus.

## Histoire
En raison de son succès, l'exposition fut présentée en Afrique du Sud, à Rotterdam, et à Bietigheim-Bissingen et encore une fois à Zurich. Elle eut près de 5,4 millions de visiteurs dans le monde. Parmi les organisateurs, on compte Georg Müller, membre de l'académie de médecine. Parmi les contributeurs on compte l'École polytechnique fédérale de Zurich, l'École polytechnique fédérale de Lausanne et l'Université de Zurich.
L'exposition présentait entre autres un cristal et de la lumière polarisée, des images d'après Friedlieb Ferdinand Runge, la quadrature du cercle selon Kaspar Appenzeller, Kymatik (Chladnis Versuche), Mondwand, un ascenseur se déplaçant à la vitesse de la gravitation, une tour chinoise en bambou, des phénomènes en lien avec les couleurs et un pianiste volant.